# 달성 용봉동 석불입상
달성 용봉동 석불입상(達城 龍鳳洞 石佛立像)은 대한민국 대구광역시 달성군 유가면에 있는 통일신라의 석불입상이다. 1995년 5월 12일 대구광역시의 유형문화재 제35호로 지정되었다.

## 개요
대구에 있는 비슬산(琵瑟山) 일원에는 신라시대 이래의 많은 불교 유적이 산재해 있는데 용봉동 석불입상이 있는 곳도 그 중의 하나이다. 높이 2.8m의 화강암을 이용하여 한쪽면에 광배(光背)와 불상을 조각한 것으로 왼손에 약항아리를 들고 있어 약사불을 형상화한 것임을 알 수 있다.
민머리에 상투 모양의 머리묶음이 큼직하게 솟아 있으며, 얼굴에는 풍만한 인상이 나타나 있다. 부처의 몸에서 나오는 빛을 형상화한 광배는 배(舟)모양으로 원형의 머리광배와 가는 타원형의 몸광배를 도드라진 선으로 나타내고 있다.
불상과 광배에 표현된 조각기법은 통일신라 후기의 수법을 계승한 것으로 보인다.

## 갤러리

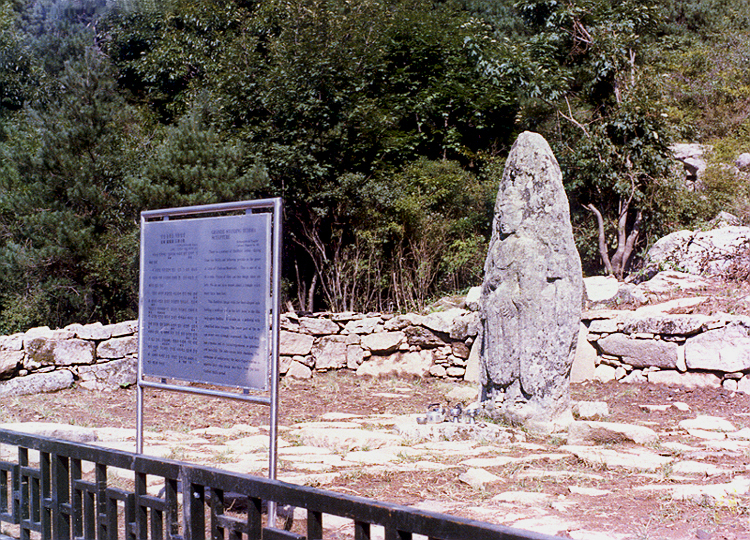

## 참고 자료
- 달성 용봉동 석불입상 - 국가유산청 국가유산포털